# 咸鏡北道電子圖書館
咸鏡北道電子圖書館，是位於朝鮮咸鏡北道清津市的公立圖書館，創立於2012年。圖書館樓高兩層，位於清津市中心的浦港廣場，鄰近朝鮮領導人金日成、金正日銅像。圖書館1樓為電腦查詢區、2樓為閱讀區；內部擁有301台電腦，全部安裝有科學技術手冊、語言課程和各種職業課程供訪客使用。

## 外部連結
- 함경북도도서관 （页面存档备份，存于）於Wikimapia

41°47′21″N 129°47′39″E / 41.7891707°N 129.7942002°E